# Doubs (reka)
Doubs je 430 km dolga reka, ki teče po ozemlju vzhodne Francije in Švice. Izvira v vznožju Mont Risouxa blizu Moutheja, kmalu zatem tvori mejo s Švico. Nekaj kilometrov teče povsem na njenem ozemlju, nato pa se zopet vrne na francosko stran, od koder teče proti jugozahodu skozi Besançon in se pri Verdun-sur-le-Doubsu izlije v Saono.

## Geografija

### Porečje
Glavna pritoka sta: Loue in Dessoubre.

### Upravne enote in kraji
Reka Doubs teče skozi naslednje departmaje oz. kantone in kraje:
- Doubs: Pontarlier, Montbenoît, Morteau
- Jura, Švica: Saint-Ursanne
- Doubs: Saint-Hippolyte, Pont-de-Roide, Valentigney, Audincourt, Montbéliard, L'Isle-sur-le-Doubs, Clerval, Baume-les-Dames, Besançon, Boussières
- Jura, Francija: Dampierre, Rochefort-sur-Nenon, Dole
- Saône-et-Loire